# Al-Qādī ʿIyād

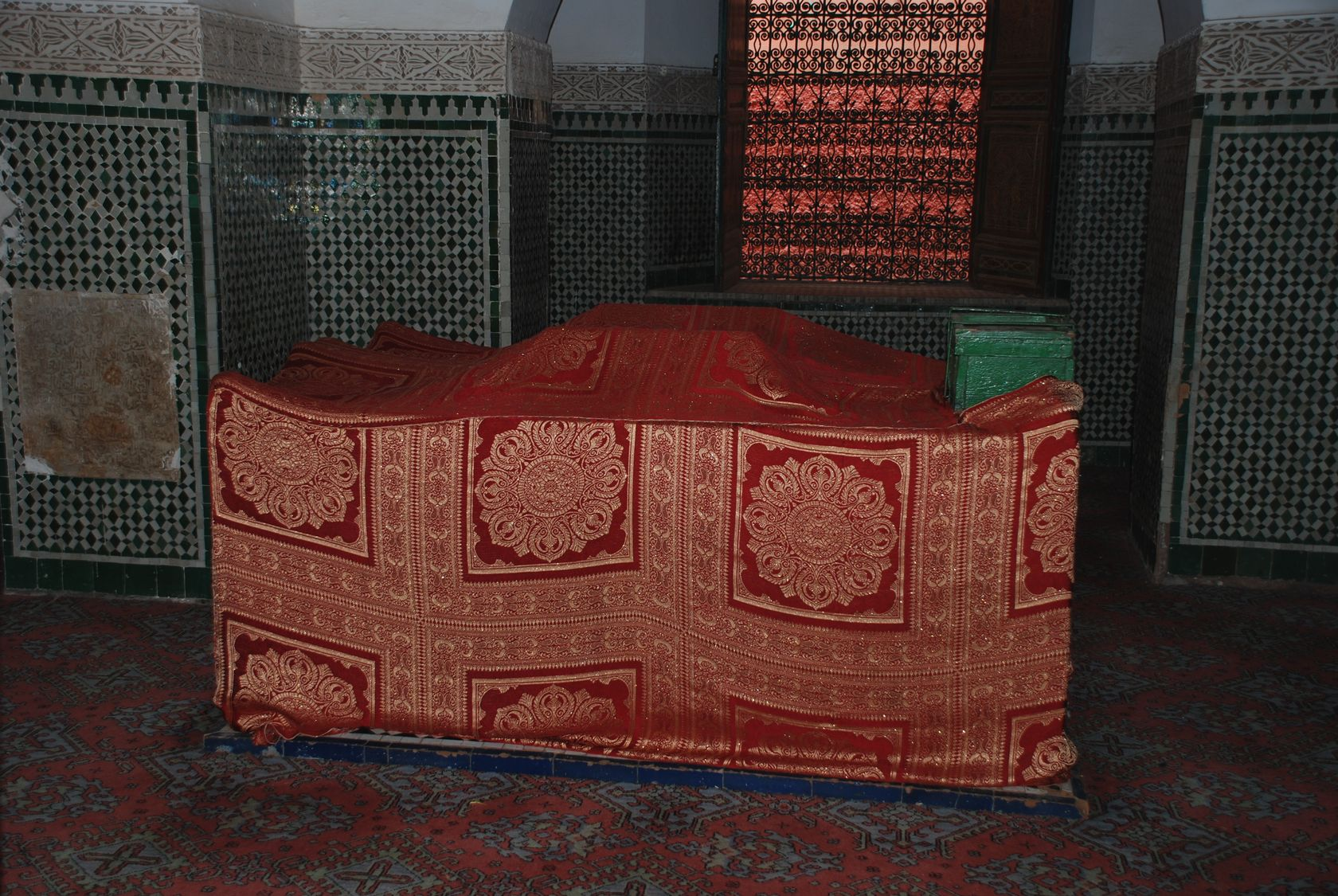
Das Grab von al-Qāḍī ʿIyāḍ in Marrakesch (Marokko)

Abū l-Fadl ʿIyād ibn Mūsā al-Yahsubī as-Sabtī (arabisch أبو الفضل عِياض بن موسى اليَحْصبيّ السبتي, DMG Abū l-Faḍl ʿIyāḍ ibn Mūsā al-Yaḥṣubī as-Sabtī; * 1083 in Ceuta (Sabta); † 1149 in Marrakesch), bekannt auch unter der Bezeichnung al-Qādī ʿIyād (al-Qāḍī ʿIyāḍ), war ein Rechtsgelehrter, Historiker und Qādī in Ceuta und Granada. Er war der bekannteste Vertreter der malikitischen Rechtsschule im islamischen Westen während der Herrschaft der Almoraviden. Ibn Challikān nennt ihn „Imām seiner Epoche auf dem Gebiet der Traditionswissenschaften, der Grammatik, Sprache, Rhetorik der Araber, ihrer Schlachttage und Genealogie.“ Er gehörte der theologischen Schule der Asch'ariten an. Er ist einer der Sieben Heiligen von Marrakesch.

## Leben
Seine Vorfahren lebten in Baza und übersiedelten zu einem näher nicht bekannten Zeitpunkt nach Fās. Sein Großvater verließ Fās und siedelte gegen 983–984 nach Sabta (Ceuta), dem Geburtsort von al-Qāḍī ʿIyāḍ über, wo er Land kaufte, eine Moschee und Häuser als fromme Stiftungen errichten ließ. ʿIyāḍ ibn Mūsā begann seine Studien bei zahlreichen Gelehrten seiner Zeit in seinem Geburtsort, dann studierte er in Córdoba und Murcia. Eine Studienreise (riḥla) in den islamischen Osten unternahm er nicht.
Nach seiner Rückkehr nach Ceuta bekleidete er dort ab 1131 das Qādī-Amt. 1136 war er für eine kurze Zeit Qāḍī in Granada, wo ihn Yūsuf b. Tāšfīn seines Amtes enthob.
Nach der Besetzung von Ceuta  durch die Almohaden huldigte er dem neuen Herrscher ʿAbd al-Muʾmin, fiel aber nach dem Aufstand der Bewohner von Ceuta gegen die Almohaden in Ungnade und wurde zuerst nach Tadla und im Jahre 1148 nach Marrākush verbannt, wo er unter dem persönlichen Schutz (amān) des Herrschers stand.
Sein Sohn Muḥammad, Abū ʿAbd Allāh († zwischen 1176 und 1179) verfasste eine Monographie über ihn: at-Taʿrīf bi-ʾl-Qāḍī ʿIyāḍ,  in dem er seinen Lebenslauf, seine Gelehrtentätigkeit, seine selbst aufgezeichneten Episoden aus seinem Leben, ferner eine Auswahl der Ḥadīthe in der Überlieferung seiner Lehrer, seine Gedichte und Sendschreiben darstellte. Er leitet die gesammelten Materialien mit den folgenden Worten ein: „mein Vater berichtete mir wie er es mir eigenhändig aufzeichnete; und davon übertrage ich es (hier)…:“; oder: „mein Vater berichtete mir und erteile mir (dazu) die Überlieferungsrechte….“

## Werke
In seiner Biographie werden insgesamt zweiunddreißig Werktitel angeführt, von denen heute nur wenige erhalten sind.
- Sein wichtigstes Werk ist die umfassende Biographie der Mālikiten: Tartīb al-madārik wa-taqrīb al-masālik li-maʿrifat aʿlām maḏhab Mālik.[5] Sie beginnt mit einer ausführlichen Darstellung des Lebens von Mālik ibn Anas, seiner Vorzüge und Bedeutung für die Entwicklung und Ausbreitung der mālikitischen Rechtsschule. Einen Auszug daraus, der sich auf die Mālikiten in Nordafrika während der Herrschaft der Aghlabiden beschränkt, gab Muḥammad Ṭalbī mit einer informativen Zusammenfassung der Vita von al-Qāḍī ʿIyāḍ und seiner Werke heraus.[6] Das Werk ist chronologisch und nach Ländern, in denen es mālikitische Rechtsschulen gab, aufgebaut. In den letzten Eintragungen werden die Biographien der älteren Zeitgenossen des Verfassers dargestellt.
- at-Tanbīhāt al-mustanbaṭa ʿalā ʾl-kutub al-Mudawwana wal-Muḫtaliṭa ist das Hauptwerk von al-Qāḍī ʿIyāḍ auf dem Gebiet des Fiqh. Es ist ein umfangreicher Kommentar zu dem unter dem Titel al-Mudawwana (wal-Muḫtaliṭa) bekannten Rechtswerk von Sahnūn ibn Saʿīd († 854 in Qairawān). Da Saḥnūns Werk bereits im 10. Jahrhundert in mehreren Abschriften und Rezensionen bekannt und Gegenstand des Unterrichts war, erwähnt al-Qāḍī ʿIyāḍ inhaltlich gravierende Abweichungen in den ihm bekannten Werkrezensionen und nimmt Korrekturen vor. Neben seinen rechtsrelevanten Erläuterungen werden auch seltene Termini philologisch erklärt.[7]
- In seinem Kitāb aš-Šifāʾ fī taʿrīf ḥuqūq al-Muṣṭafā stellt der Verfasser die Vorzüge des Propheten Mohammed dar; bei religiösen Feierlichkeiten in Nordafrika und Marokko, vor allem am Geburtstag Mohammeds, wird mehrfach aus diesem Buch vorgetragen.[8] Die Grundlage des Werkes bilden die Lehren von Abū l-Ḥasan al-Ašʿarī, al-Bāqillānī und anderen Vertretern dieser theologischen Richtung, die in Nordafrika große Verbreitung fand.[9]
- Das Ikmāl al-muʿlim fī-fawāʾid Muslim ist eine umfassende Ergänzung und Bearbeitung des Kommentars zu Muslims Ṣaḥīḥ  aus der Feder seines Zeitgenossen Muḥammad b. ʿAlī al-Māzirī († 1141) mit Wirkungskreis Al-Mahdiya. Das Werk legt Zeugnis ab von den genauen Kenntnissen des Verfassers auf dem Gebiet der Traditionsliteratur und Ḥadīth-Kritik.[10] In der Analyse der bei Muslim erhaltenen Ḥadīṯe beschränkt sich der Verfasser nicht nur auf die Lehren der mālikitischen Rechtslehre, sondern stellt das Verständnis der überlieferten Materialien auch mit zahlreichen Hinweisen auf die anderen Rechtsschulen dar.[11]
- In seinem Mašāriq al-anwār ʿalā ṣiḥāḥ al-āṯār  erläutert al-Qāḍī ʿIyāḍ ausgewählte Begriffe aus der Ḥadīth-Literatur, deren Bedeutungen seiner Ansicht nach einer philologischen Erläuterung bedürfen. Dabei stützt er sich auf Māliks Muwaṭṭaʾ, auf al-Buḫārīs  und Muslims Ṣaḥīḥ.  Da Māliks Muwaṭṭaʾ zur Zeit des Verfassers in mehreren Werkrezensionen in Umlauf war, verweist er auch auf die jeweiligen Textvarianten dieser Rezensionen. Die Termini, einschließlich Eigennamen und geographische Begriffe, sind alphabetisch angeordnet mit konsequenten Hinweisen sowohl auf kontroverse Ansichten als auch auf Irrtümer (wahm) beim Verständnis der jeweiligen Wörter.[12]
- al-Ilmāʿ fī maʿrifat uṣūl ar-riwāya wa-taqyīd as-samāʿ. Auch dieses Buch ist den Ḥadīthwissenschaften gewidmet. Der Verfasser stellt durch die Beschreibung der Lebensweise früher Traditionarier fest, dass die Beschäftigung mit Ḥadīth und Sunna die Pflicht des Menschen sei. Ferner erläutert er, wie man in den Besitz dieses Wissens gelangen kann: durch Teilnahme an Vorlesungen, durch das Vorlesen der Texte beim Lehrer, durch die Abschrift alter Vorlagen und durch das Erlangen der Überlieferungsrechte vom Lehrer.[13]
- al-Iʿlām bi-ḥudūd wa-qawāʾid al-islām. In diesem Werk erläutert al-Qāḍī ʿIyād die fünf Säulen des Islams nach der sunnitischen Lehre und gemäß den Grundsätzen der mālikitischen Rechtsschule. Den Ausgang seiner Darstellung bildet ein auf den Propheten zurückgeführter und in den großen Ḥadīṯsammlungen überlieferter Spruch: „Der Islam ist auf 5 (Grundsätzen) errichtet worden…“ mit anschließender Nennung der fünf Säulen. Erst am Ende des Werkes geht er in aller Kürze auf die Strafen (ḥudūd) ein, die bei der Verletzung der erörterten religiösen Grundlagen (qawāʿid) islamrechtlich angewandt werden. Sowohl der Unterlasser des Gebets als auch der Verweigerer der Schahāda gelten als Ungläubige und werden mit dem Tode bestraft.[14]
- Maḏāhib al-ḥukkām fī nawāzil al-aḥkām, Fatwa-Sammlung zu verschiedenen Bereichen des Rechts. Das Werk wurde 1990 von Muḥammad Ibn Šarīfa ediert und von Delfina Serrano unter dem Titel La actuación de los jueces en los procesos judiciales (Madrid 1990) ins Spanische übersetzt.
- al-Ġunya; Fihrist Šuyūḫ al-Qāḍī ʿIyāḍ. In diesem Werk stellt der Verfasser seine hundert Lehrer in alphabetischer Reihenfolge mit ihren Kurzbiographien vor, von denen er ältere Schriften mit den Überlieferungsrechten übernommen hat. Das Buch lässt auf die Verbreitung mālikitischer Schriften, koranwissenschaftlicher Werke  und Ḥadīth-Sammlungen in Al-Andalus bis in die Zeit des Verfassers schließen.[15]
- aṣ-Ṣalāt ʿalā n-nabīy ist ein Traktat aus acht kurzen Kapiteln, in dem die Vorzüge des Segenspruches über den Propheten Mohammed dargestellt werden. Im letzten Kapitel wirf der Verfasser die Frage auf, ob es zulässig sei, auch über andere Propheten und Personen, wie die ersten zwei Kalifen, diese Formel auszusprechen. Hierbei greift er auf zum Teil kontroverse Materialien in der Ḥadīthliteratur zurück.[16]